# Ismaël de Lesseps
Ferdinand Marie Ismaël de Lesseps (La Chesnaye bij Vatan, 27 november 1871 - Vigny, 30 september 1915), beter bekend als Ismaël de Lesseps, was een Frans schermer. Hij deed mee aan de Olympische Spelen van 1908 met het schermen voor individuele sporters en in teamverband.
Lesseps was de zoon van Louise Helene Autard de Bragard en Ferdinand de Lesseps. Hij was getrouwd met Marie Gabrielle Louise Valentine de la Fontaine Solare. Ze hadden samen 3 kinderen. Lesseps sneuvelde in de Eerste Wereldoorlog als kapitein van de cavalerie.